# Gécamines
Gécamines (acrónimo de Société générale des carrières et des mines, em português: Sociedade Geral de Pedreiras e Minas) é uma empresa de capitais mistos da República Democrática do Congo especializada em comércio e mineração de comódites, com sede em Lubumbashi, na região de Catanga.
Uma das maiores empresas de mineração da África e a maior da República Democrática do Congo, a Gécamines têm sua principal zona de operações no maior depósito operacional de cobre e cobalto do mundo, o cinturão de cobre da África Central. A Gécamines também está envolvida na prospecção, pesquisa, exploração e produção em outros depósitos minerais.
Foi fundada em 1967 como sucessora da Union Minière du Haut-Katanga (fundada em 1906).

## Histórico
Em 30 de outubro de 1906, a Union Minière du Haut-Katanga (UMHK) foi fundada como um empreendimento conjunto da Compagnie du Katanga, do Comité Spécial du Katanga e da Tanganyika Concessions, com aporte de capitais da Société Générale de Belgique, para explorar depósitos minerais no sul de Catanga.
Com uma relação conflituosa com o governo do Congo no pós-independência, particularmente com Mobutu Sese Seko e seu programa de "nacionalismo econômico", em 1 de janeiro de 1967 foi declarada uma paraestatal quinxassa-congolesa denominada Générale Congolaise des Minérais (Gecomin). Inicialmente a proposta era que o governo controlasse apenas 60% da empresa. Porém não houve interesse externo na oferta de ações restantes, fato que a tornou inteiramente estatal. O processo de nacionalização da Gecomin só foi concluído após um intrincado processo de negociações que envolveu a financeira Société Générale de Belgique, que atribuiu à Société Générale des Minerais (SOGEMIN) a responsabilidade pela transição operacional entre a UMHK e a Gecomin. A SOGEMIN, por sua vez, recebia uma parcela da receita da Gecomin, que servia de remuneração pelos próprios serviços e ressarcimento à UMHK. O processo de compensação da UMHK foi concluído no início de 1970.
Em 1971, o nome da empresa foi alterado para Générale des Carrières et des Mines (Gécamines). Em 1989, a Gécamines forneceu 85% das receitas de exportação da República Democrática do Congo (contra 60% fornecidos pela UMHK em 1960) e 42% das receitas públicas, tornando-se de longe a empresa mais importante do país.
Na década de 1990, a situação financeira da Gécamines estava abalada por vários problemas, incluindo infraestruturas e equipamentos envelhecidos, o fechamento da Mina de Kamoto em 1990, financiamento dos conflitos nacionais e distúrbios étnicos em Catanga.
Entre 2010 e 2019 a Gécamines torna-se uma sociedade comercial de direito privado, porém ainda tendo o Estado quinxassa-congolês como seu maior acionista. Neste período a empresa passou por processo de abertura ao mercado com limitação de custos operacionais, aumento da produção e investimentos em construção de duas novas plantas de produção de cobre e cobalto em Lualaba (Coluezi e Kambove). Paralelamente, a Gécamines anunciou o encerramento das suas instalações mais antigas, a modernização das fábricas de produção de cobre e cobalto de Shituru e Kamfundwa e a construção de uma central de lixiviação em Panda, na província de Alto Catanga.